# 25 Ways to Quit Smoking
25 Ways to Quit Smoking è un cortometraggio d'animazione di 5 minuti, realizzato da Bill Plympton nel 1989.
Il noto animatore ha lo scopo, in questo cartone, di aiutare a togliere il vizio del fumo mediante 25 illustrazioni che trasformano il desiderio ardente di nicotina in effettivi, semplici e spesso anche azzardati motivi e conseguenze dovute all'impellente necessità.